# Категорії залізничних станцій Німеччини

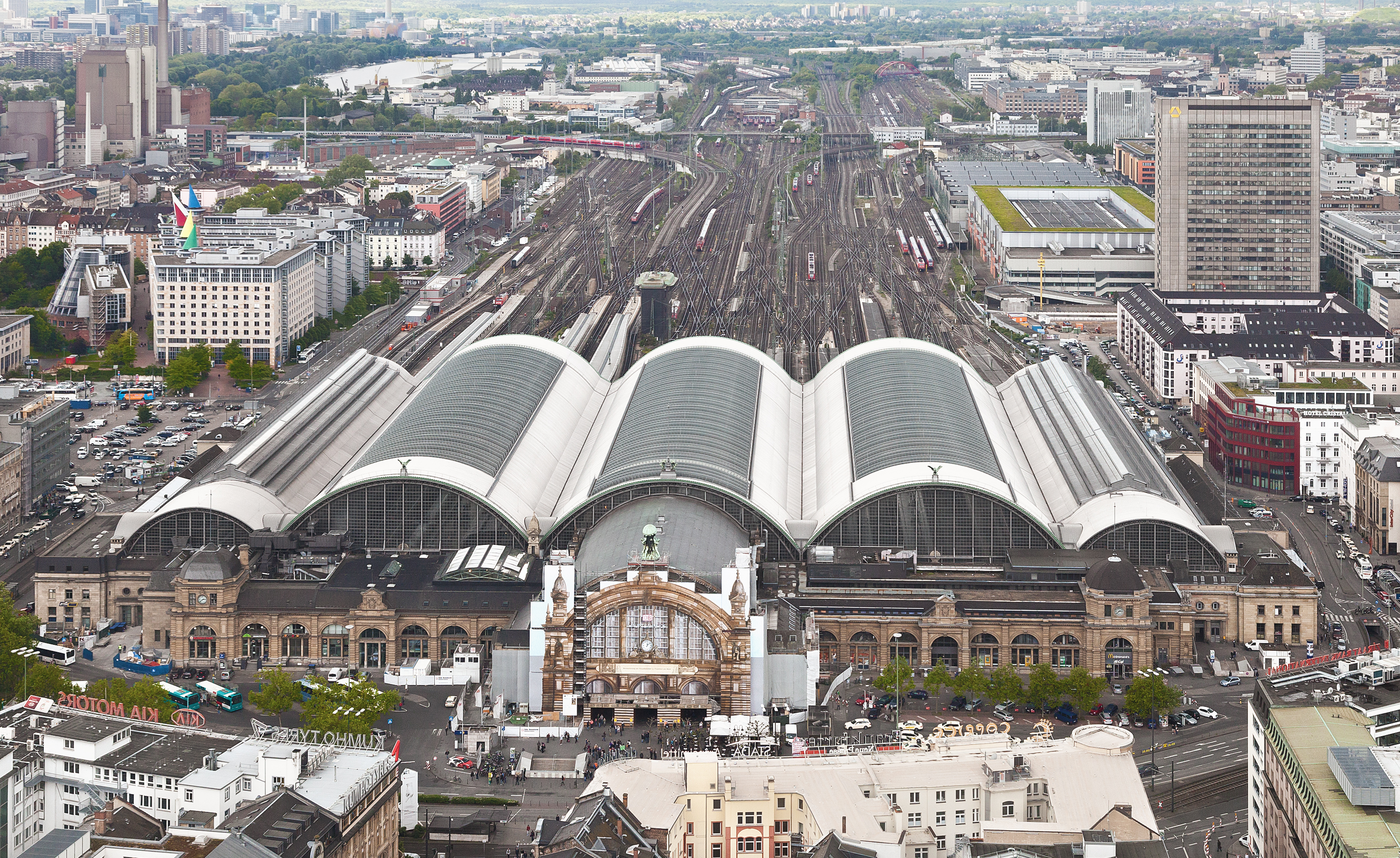
Франкфурт-на-Майні-Головний (категорія 1)

У Німеччині приблизно 5400 залізничних станцій, якими володіє та керує дочірня компанія Deutsche Bahn DB Station&Service, поділяються на сім категорій, що вказує на рівень обслуговування, доступний на станції.
Ця категорія впливає на суму грошей, яку залізничні компанії мають платити DB Station&Service за користування інфраструктурою на станціях.

## Категорії

### Категорія 1

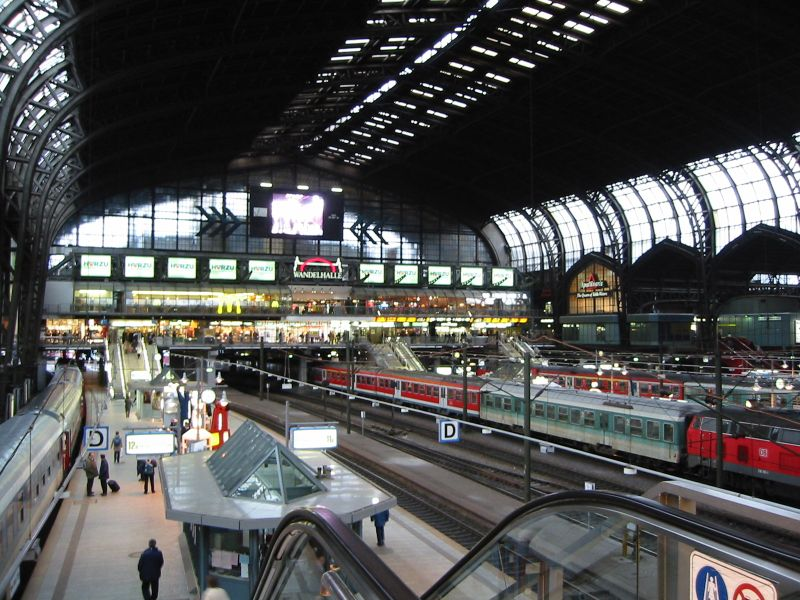
Гамбург-Головний (категорія 1)

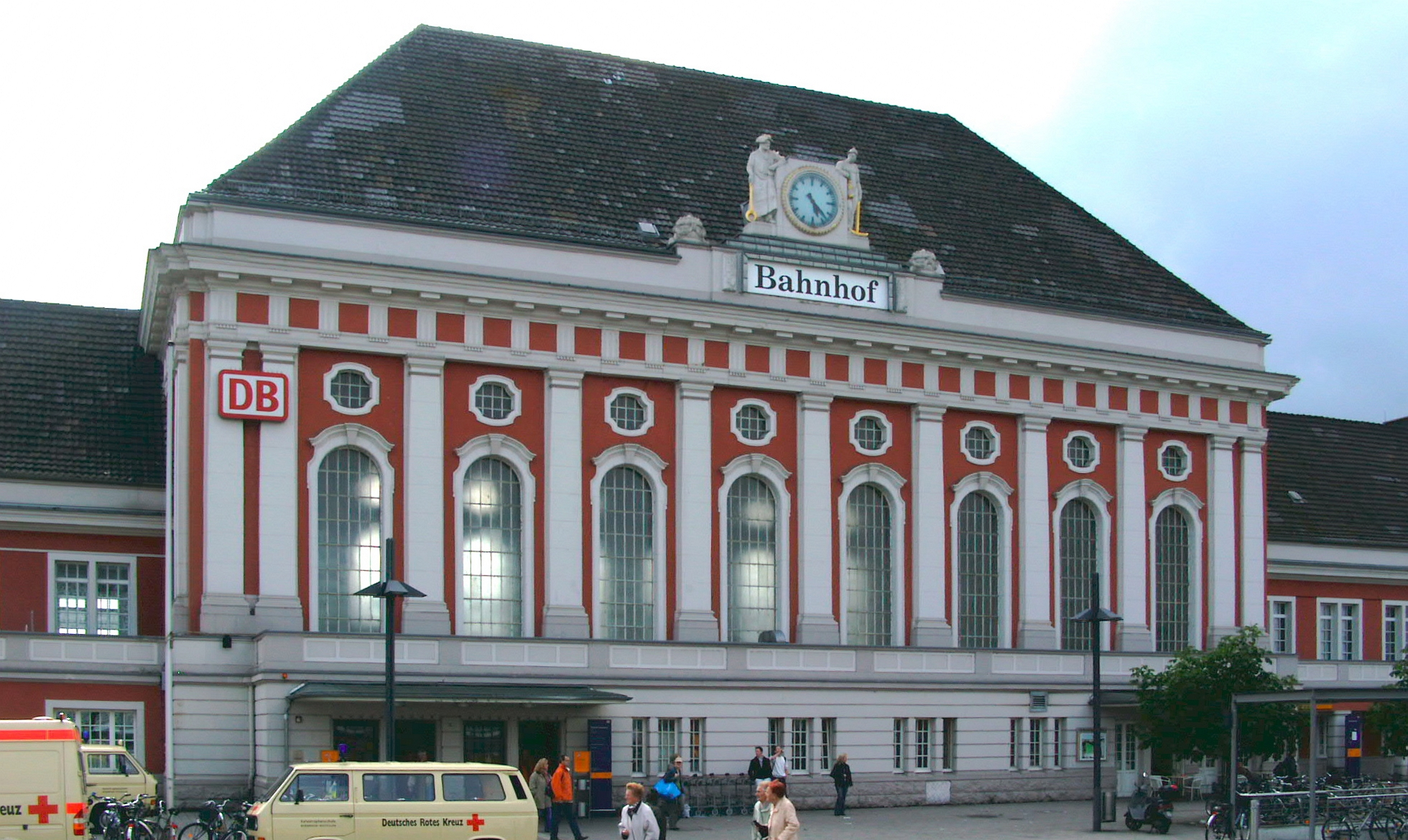
(категорія 2)

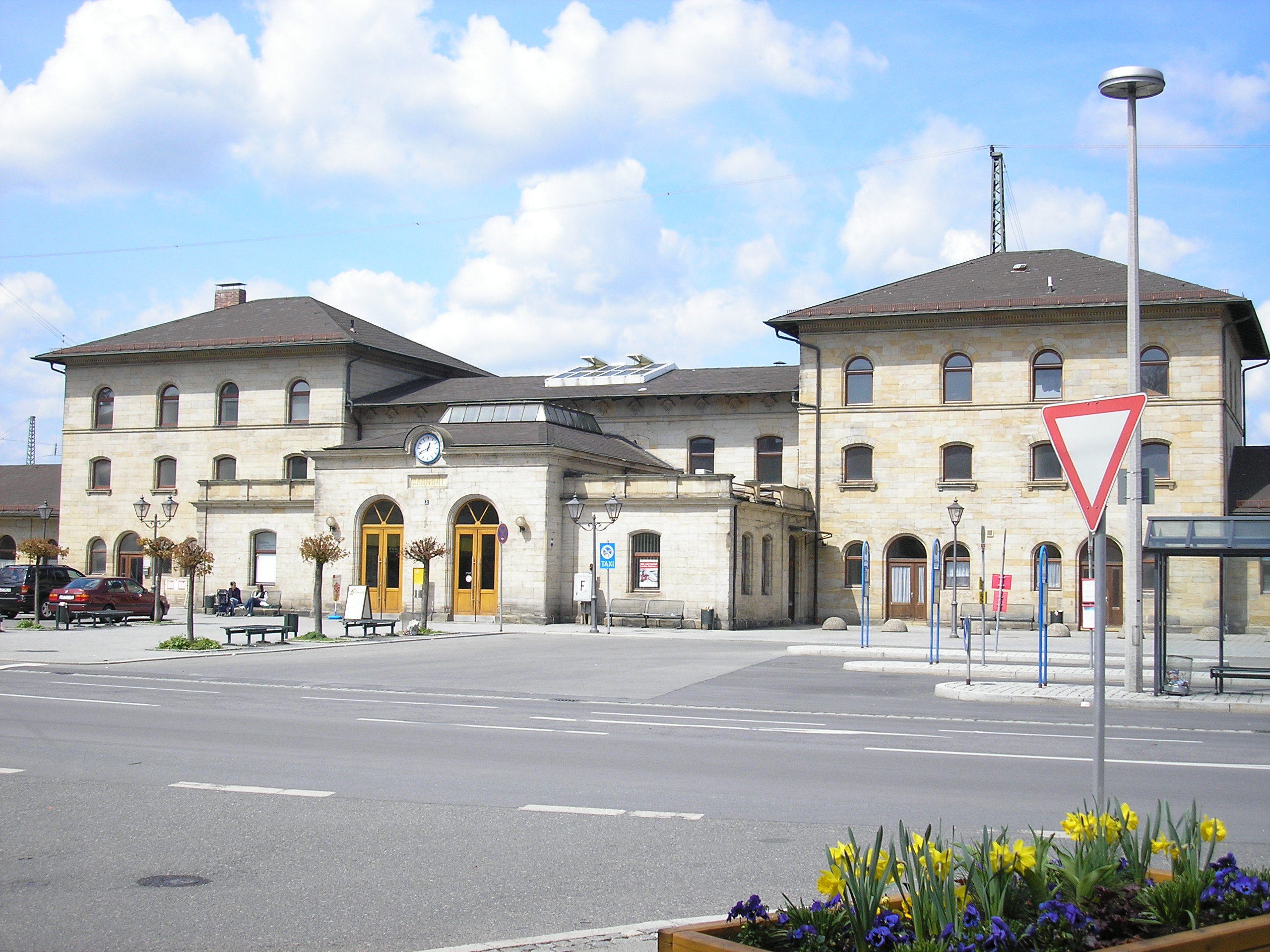
(категорія 3)

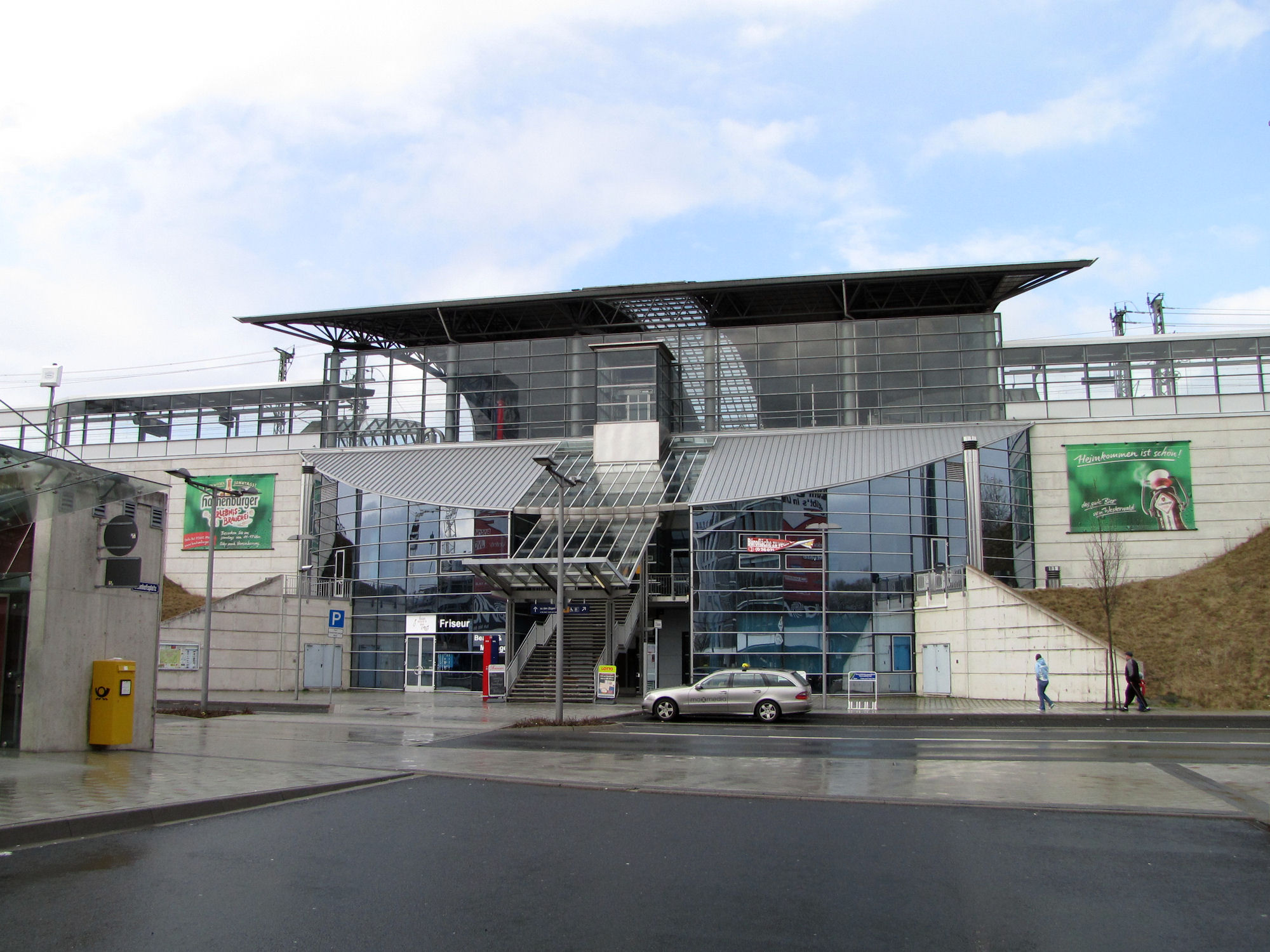
(категорія 4)

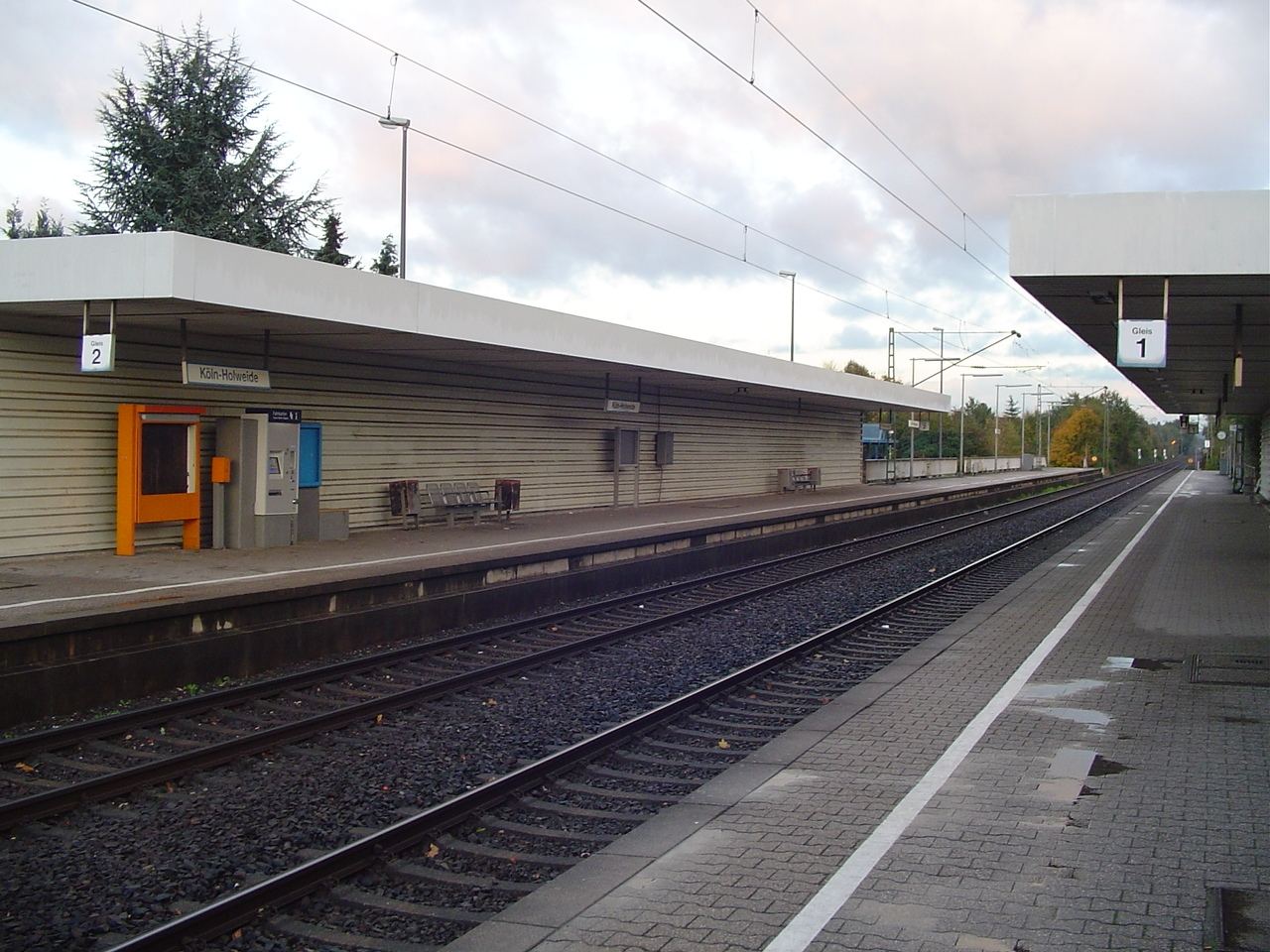
(категорія 5)

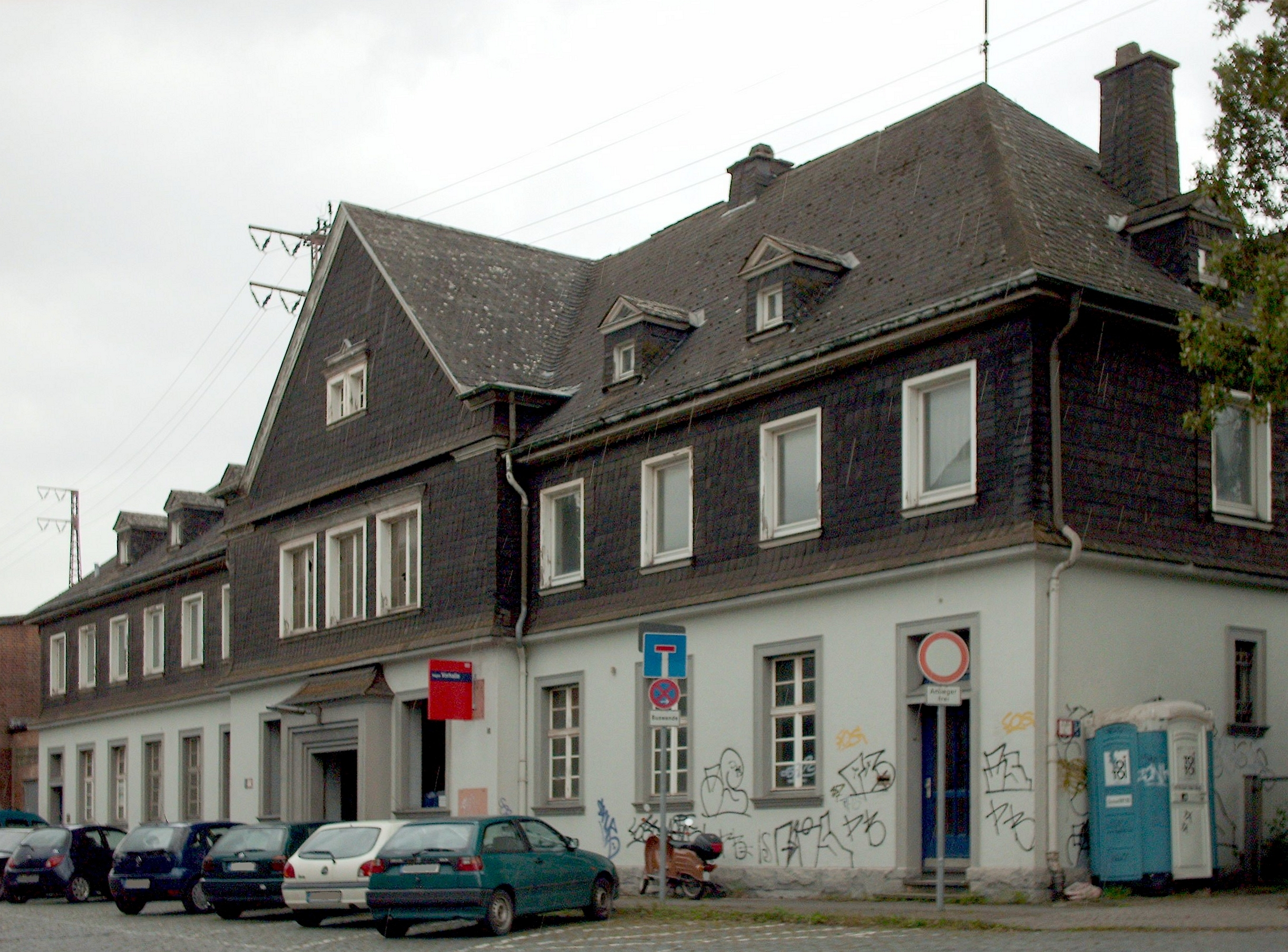
(категорія 6)

21 станція категорії 1 вважаються транспортним вузлом. 
Вони мають постійний персонал, а також зазвичай мають торговий центр на вокзалі. 
Більшість цих станцій є центральними (зазвичай їх називають головними) станціями ( Hauptbahnhof або Hbf ) у великих містах з населенням 500 000 і більше, хоча деякі в менших містах, як-от Карлсруе-Головний, вважаються важливими, оскільки вони знаходяться на перехресті важливих залізничних магістралей. 
Берлін, Гамбург, Мюнхен і Кельн, чотири найбільші міста Німеччини, мають більше однієї станції категорії 1.
До цієї категорії належать станції:
- Берлін-Гезундбруннен
- Берлін-Головний
- Берлін-Східний
- Берлін-Зюдкройц
- Дортмунд-Головний
- Дрезден-Головний
- Дуйсбург-Головний
- Дюссельдорф-Головний
- Ессен-Головний
- Франкфурт-на-Майні-Головний
- Гамбург-Альтона
- Ганновер-Головний
- Карлсруе-Головний
- Кельн-Головний
- Кельн — Мессе/Дойц
- Лейпциг-Головний
- Мюнхен-Головний
- Мюнхен-Східний
- Нюрнберг-Головний
- Штутгарт-Головний

### категорія 2
Більшість із 87 станцій Категорії 2 є або важливими вузлами міжміського руху, або пропонують сполучення з великими аеропортами. 
Потяги InterCity та EuroCity зазвичай зупиняються на цій станції. 
Усі пов’язані із залізницею служби, як-от квитковий зал і служба обслуговування, присутні на станції, і станція працює майже завжди, коли поїзди курсують. Послуги аналогічні станціям категорії 1.
Станції категорії 2 за землею:
- Баден-Вюртемберг (12): Бітігайм-Біссінген, Брухзаль, Фрайбург-Головний, Гайдельберг-Головний, Гайльбронн-Головний, Мангайм-Головний, Оффенбург, Плохінген, Пфорцгайм, Зінген-Гогентвіль, Тюбінген-Головний, Ульм-Головний
- Баварія (10): Ашаффенбург-Головний, Аугсбург-Головний, Бамберг, Фюрт-Головний, Інгольштадт-Головний, Ландсгут-Головний, Мюнхен-Пазінг, Регенсбург-Головний, Розенгайм, Вюрцбург-Головний
- Берлін (6): Берлін-Фрідріхштрасе, Берлін-Ліхтенберг, Берлін-Потсдамер-плац, Берлін-Шпандау, Берлін-Ванзе, Берлін-Зоологічний Сад
- Бранденбург (3): Аеропорт Бранденбург — Термінал 1-2, Котбус-Головний, Потсдам-Головний
- Бремен (1): Бремен-Головний
- Гамбург (2): Гамбург-Даммтор, Гамбург-Гарбург
- Гессен (8): Дармштадт-Головний, Франкфурт-на-Майні-Південний, Фульда, Гіссен, Ганау-Головний, Кассель-Вільгельмсхее, Кассель-Головний, Вісбаден-Головний
- Нижня Саксонія (8): Брауншвейг-Головний, Геттінген, Гільдесгайм-Головний, Люнебург, Ольденбург-Головний, Оснабрюк-Головний, Ільцен, Вольфсбург-Головний
- Мекленбург-Передня Померанія (1): Росток-Головний
- Північний Рейн-Вестфалія (17): Аахен-Головний, Білефельд-Головний, Бохум-Головний, Бонн-Головний, Аеропорт Дюссельдорф, Гельзенкірхен-Головний, Гаґен-Головний, Гамм-Головний, Герфорд, Менхенгладбах-Головний, Мюнстер-Головний, Нойс-Головний, Оберхаузен-Головний, Падерборн-Головний, Райне, Золінген-Головний, Вупперталь-Головний
- Рейнланд-Пфальц (7): Кайзерслаутерн-Головний, Кобленц-Головний, Людвігсгафен-Головний, Майнц-Головний, Нойштадт-ан-дер-Вайнштрассе-Головний, Трір-Головний, Вормс-Головний
- Саар (1): Саарбрюкен-Головний
- Саксонія (2): Хемніц-Головний, Дрезден-Нойштадт
- Саксонія-Ангальт (2): Галле-на-Заале-Головний, Магдебург-Головний
- Шлезвіг-Гольштейн (4): Бад-Ольдесло, Кіль-Головний, Любек-Головний, Ноймюнстер
- Тюрингія (2): Ерфурт-Головний, Веймар

### Категорія 3
Deutsche Bahn обслуговує 239 станцій 3 категорії. 
Ці станції зазвичай мають зал, де мандрівники можуть купити квитки та продукти, але вони не працюють постійно. 
Часто вони служать головними станціями міст з населенням близько 50 000 осіб.
Приклади: Герліц, Ройтлінген-Головний, Ліхтенфельс, Пассау-Головний і Мюльгайм-на-Рурі-Головний.

### Категорія 4
Deutsche Bahn обслуговує 630 станцій 4 категорії. 
Більшість із цих станцій мають часте обслуговування поїздами Regional-Express і RegionalBahn. 
Їхній рівень обслуговування можна порівняти з автостанцією. 
Ця категорія також містить станції, розташовані у великих містах, які використовують послуги S-Bahn або RE/RB.
Приклади: Балінген, Бауцен, Монтабаур і Мюнхен-Ізартор.

### Категорія 5
Deutsche Bahn обслуговує 1070 станцій 5 категорії, вони розташовані у невеликих містечках або віддалених передмістях великих міст. 
Їхній інвентар часто «захищений від вандалів» через меншу кількість пасажирів. 
Зазвичай на ці станції обслуговують лише місцеві поїзди.
Приклади: Зігмарінген, Кельн-Гольвайде та Бремергафен-Леге.

### Категорія 6
Deutsche Bahn обслуговує понад 2500 станцій 6 категорії з низьким пасажирообігом. 
На станції є лише найнеобхідніше обладнання.
Приклади: Бад-Вімпфен, Локсштедт і Гаген-Форгалле.

### Категорія 7
Більшість із 870 станцій 7 категорії, знаходяться в сільській місцевості. 
Ці зупинки, які зазвичай мають не більше однієї платформи, обслуговуються лише певними місцевими поїздами. 
Приклади: Еггезін і Бойрон.